# Essahdamus
Essahdamus ist ein Mixtape des deutschen Rappers Kool Savas. Es erschien am 28. Oktober 2016 über sein Label Essah Entertainment und wird von Sony Music vertrieben.

## Produktion
Die Musik des Mixtapes wurde u. a. von Kool Savas selbst sowie den Musikproduzenten DJ Smoove, Abaz, X-plosive, DJ Sir Jai, Remoe, Shootdown und Keano Beats produziert.

## Covergestaltung
Das Albumcover ist ein gemaltes Bild, das eine Mutter mit ihrem Kind in einem Zugabteil zeigt. Das Kind, welches Kool Savas auf seiner Reise von der Türkei nach Deutschland darstellen soll, wendet dem Betrachter den Rücken zu und malt mit den Fingern den Schriftzug Essahdamus ans Fenster des Zugs. Darüber steht in weißen Buchstaben der Schriftzug Kool Savas. Draußen vor dem Fenster sieht man u. a. einen Soldat mit türkischer Flagge auf dem Helm und den Bahnhof Istanbul Sirkeci, Endstation des Orient-Express.

## Gastbeiträge
Neben Kool Savas treten auf dem Mixtape viele weitere Künstler in Erscheinung. So hat die Sängerin Karen Firlej neun Gastauftritte: Sie ist meist in den Refrains oder beim Hintergrundgesang vertreten. Der Rapper PA Sports ist ebenso wie der Sänger Remoe auf zwei Liedern zu hören. An je einem Song wirken die Rapper KC Rebell, Sido, Azad, Olli Banjo, Laas Unltd., Cr7z, Audio88 & Yassin, Milonair, Montez, Samson Jones, Vega und Samy Deluxe mit. Außerdem ist Kool Savas’ ehemalige Rapcrew Masters of Rap auf dem Track Rapper wie du vertreten und weitere Gastbeiträge stammen von den Sängern Adesse, Moe Mitchell und Gentleman sowie der Sängerin Polina. Zusätzlich ist der Musikproduzent Abaz auf Luftschlösser zu hören und der US-amerikanische Rapper R. A. the Rugged Man unterstützt Kool Savas auf Wahre Liebe.

## Titelliste
| #  | Titel                       | Gastmusiker                                     | Länge |
| -- | --------------------------- | ----------------------------------------------- | ----- |
| 1  | Anekdoten aus Istanbul 2    |                                                 | 0:34  |
| 2  | Surrender                   | Polina                                          | 1:37  |
| 3  | Baby ich bin ein Rapper     | KC Rebell, Karen Firlej                         | 3:29  |
| 4  | Ich bin fertig              | Karen Firlej, Audio88 & Yassin                  | 5:18  |
| 5  | Triumph                     | Sido, Azad, Adesse                              | 4:36  |
| 6  | Essahdamus                  | Karen Firlej                                    | 2:53  |
| 7  | Holy Skit                   |                                                 | 0:51  |
| 8  | Rapper wie du               | M.O.R.                                          | 6:29  |
| 9  | Auge                        | Karen Firlej, Montez                            | 4:17  |
| 10 | Ernst gemeint               | Olli Banjo, PA Sports, Moe Mitchell             | 4:51  |
| 11 | Steinzeit                   | Laas Unltd., Karen Firlej, Cr7z                 | 4:14  |
| 12 | Sneakers & Heels            | Milonair, Samson Jones, Remoe                   | 3:45  |
| 13 | On & On                     | Gentleman, PA Sports, Vega, DJ Eule             | 4:01  |
| 14 | Wahre Liebe                 | Samy Deluxe, R. A. the Rugged Man, Karen Firlej | 4:47  |
| 15 | Candyman                    | Karen Firlej                                    | 2:29  |
| 16 | Luftschlösser               | Abaz                                            | 2:47  |
| 17 | Auf euch gehört (Interlude) | Karen Firlej, Remoe                             | 1:00  |
| 18 | Essah, Essah                | Karen Firlej                                    | 3:25  |

Die Limited-Edition enthält zusätzlich die Instrumentals zu allen Liedern.

## Chartplatzierungen und Singles
Essahdamus stieg am 4. November 2016 auf Platz 3 in die deutschen Albumcharts ein und konnte sich neun Wochen in den Top 100 halten. In Österreich und der Schweiz belegte es ebenfalls Rang 3. In den deutschen Albumcharts des Jahres 2016 belegte es Position 83 und in den HipHop-Jahrescharts Platz 16.
Als erste Single wurde am 9. September 2016 das Lied Auge ausgekoppelt. Am 12. bzw. 14. Oktober 2016 folgten die Songs Ich bin fertig und Triumph. Letzterer stieg auf Platz 28 in die deutschen Charts ein. Zu den drei Titeln wurden auch Musikvideos gedreht. Am 19. November bzw. 31. Dezember 2016 wurden zudem Videos zu Wahre Liebe und Rapper wie du veröffentlicht.

## Rezeption
| Professionelle Bewertungen | Professionelle Bewertungen |
| -------------------------- | -------------------------- |
| Kritiken                   |                            |
| Quelle                     | Bewertung                  |
| laut.de                    | [ 6 ]                      |
| rappers.in                 | [ 7 ]                      |
| Backspin                   | [ 8 ]                      |

Auf laut.de vergab Johannes Jimeno drei von möglichen fünf Punkten. Er kritisiert die mitunter schwachen Produktionen und die vielen Gesangshooks, insbesondere von Karen Firlej. Dagegen würden die Lieder Surrender, Essah, Essah, Rapper wie du und Sneakers & Heels überzeugen. Auch der experimentelle Country-Popsong Candyman sei gelungen.
Von rap.de bekam Essahdamus eine positive Bewertung. Der Rezensent Gilbert lobt sowohl die Produktion als auch die durchweg gut gewählten Featuregäste. Savas spiele seine raptechnischen Stärken auf dem Mixtape gekonnt aus, wobei „weder thematische noch soundtechnische Eingrenzungen“ gemacht würden.
Die Internetseite rappers.in gab dem Mixtape 4,5 von möglichen 6 Punkten. Der Autor Max meint, dass „"Essahdamus" ein gutes und stellenweise hervorragendes Mixtape“ sei. Es sei „besser als die John-Bello-Story-Teile und wird wohl auf lange Sicht den Status als sein bestes Mixtape der letzten zehn Jahre genießen“. Kool Savas nutze die Freiheiten eines Mixtapes gekonnt aus, um Neues auszuprobieren und zu experimentieren, wobei das meiste auch gelinge.
Das Magazin MZEE.com bewertete Essahdamus durchwachsen. Der Redakteur Sven Aumiller meint, dass Savas’ Mixtape „im Vergleich mit Platten wie seinem Debütalbum, das nachweislich die deutsche Raplandschaft prägte, […] fast schon ein wenig aus der Zeit falle.“ Man solle der Veröffentlichung aber dennoch eine Chance geben.